# Battle Tendency
Battle Tendency (яп. 戦闘潮流 Сэнто: Тё:рю:) — вторая часть франшизы JoJo's Bizarre Adventure, созданная Хирохико Араки и состоящая из 69 глав, которые выпускались в журнале Weekly Shōnen Jump с 1987 по 1989 год. Позже манга была собрана в 7 томов. Действие манги происходит после Phantom Blood и до Stardust Crusaders. В 2012 году по мотивам манги был выпущен аниме-сериал, который выпускался по японскому телеканалу с 5 октября 2012 года по 5 апреля 2013 года.
Изначально манга была известна как   JoJo's Bizarre Adventure Part 2 Joseph Joestar: His Proud Lineage (яп. ジョジョの奇妙な冒険 第二部 ジョセフ・ジョースター ―その誇り高き血統 ДзёДзё но Кимуё на Боːкэн Даи Ити Бу Дзёсэфу Дзёсута Соно Хокоритакаки Кэттоː, Невероятные приключения ДжоДжо Часть 2 Джозеф Джостар: Его великий род)

## Сюжет
1938 год. Во время экспедиции нацистов в Мексике в ацтекских руинах было обнаружено множество «вампирских масок», способных обращать людей в вампиров, а также окаменелый человек, «вмурованный» в колонну. Действие переносится в Нью-Йорк. Лабораторию обнаруживает уже постаревший Спидвагон, и он оказывается схваченным. Его отправляется искать Джозеф Джостар, внук Джонатана, и, обнаружив лабораторию, видит в них «Людей-из-колонны» (яп. 柱の男 хасира но отоко), которых нацисты пробуждают с помощью крови узников. Пробуждённое существо убивает всех работников лаборатории, однако терпит поражение от Джозефа. Тем временем пробуждаются ещё три древних Человека-из-колонн, которые намереваются найти древний «красный камень Эйши» (яп. エイジャの赤石 эйдзя но сэкисэки) для того, чтобы стать совершенными существами и вернуть господство над человечеством. Джозефу предстоит сражаться против них, а также познакомиться со своей матерью, которая, как думал Джозеф, уже давно умерла.

## Персонажи
Джозеф Джостар (яп. ジョセフ・ジョースター Дзёдзэфу Дзё:сута:) — главный герой второй части истории, внук Джонатана Джостара, который как и дед владеет силой Хамона, которую использует, чтобы сражаться против людей-из-колонны. В отличие от Джонатана, он хитёр и не следует кодексу джентльмена. 
Сэйю: Томокадзу Сугита
Цезарь Антонио Цеппели (яп. シーザー・アントニオ・ツェペリ Си:дза: Антонио Цэппэри)  — внук Уилла Цеппели, владеет хамоном на высшем уровне, как и дед. Решает сопровождать Джозефа в борьбе против Людей-из-Колон и погибает во время одного из сражений. 
Сэйю: Такуя Сато
Роберт Э. О. Спидвагон (яп. ロバート・E・O・スピードワゴン Роба:то Э О Супи:довагон) — миллиардер, учредитель компании Спидвагон. Пожилой человек, некогда знакомый с Джонатаном Джостером, дедом Джозефа. Он преследует цель уничтожить все каменные маски вампира и помогает семье Джостаров. 
Сэйю: Ёдзи Уэда
Лиза Лиза (Элизабет Джостар) (яп. リサリサ（エリザベス・ジョースター） Ридзаридза (Эридзабэсу Дзё:сута:)) — мать  Джозефа Джостара. Владеет хамоном на высшем уровне. Долгое время скрывала свою личность, заставив остальных думать, что она умерла. Под именем «Лиза Лиза» выступала в качестве наставника Цезаря Цеппели и тайно помогает в борьбе против людей из колонн.
Сэйю: Ацуко Танака

## Манга

### Создание
Battle Tendency должна была стать частью изначально задуманной трилогии. Джозеф Джостар, главный герой Battle Tendency, обладает явным внешним сходством с Джонатаном Джостаром, героем первой части Phantom Blood. Хирохико Араки, автор данной манги, заметил, что «убил» героя первой части, и это было беспрецедентным событием в истории сёнэн-манги, где герои всегда «бессмертны». Столь смелый шаг встретил неоднозначную реакцию у читателей манги, поэтому Араки намеренно наделил Джозефа схожими внешними качествами и кровным родством, чтобы читателям было легче принять нового героя и чтобы у них не было чувства, будто они начали читать совершенно новую мангу. Однако характер Джозефа Араки сделал совершенно иным. Джонатан, как признался автор, получился слишком «правильным» героем и оттого скучноватым. Джозеф же задумывался как авантюрист, способный лучше контролировать ход развития сюжета: он постоянно ищет разные способы победы в битвах, даже если для этого ему надо пойти на неблагородные и даже безумные поступки. Джозеф способен мыслить как мошенник, ему не важно следовать каким-либо правилам или принципам во время боя. Араки не задумывал Джозефа как персонажа, которым движет храбрость или настойчивость, но хитрость и логика. Стремление автора наделить героя эксцентричными чертами объяснялось также тем, чтобы у Джозефа не было излишней схожести с Кэнсиро, протагониста манги Fist of the North Star, также во второй части манги прослеживается значительное влияние произведений об Индиане Джонсе. Араки признался, что не любит популярную концепцию в сёнэн-манге, когда главный герой наделён таинственной и могущественной силой или получает могущественный артефакт, предпочитая создавать персонажа со своими слабостями и способного совершать ошибки и победить в бою, применяя логику. 
| |  |
| Работая над образом главных злодеев, «людей-из-колонн», Араки вдохновлялся римскими статуями и японскими статуями нио. |  |

Араки хотел в лучшем образе изобразить сопернические и одновременно товарищеские отношения, которые не так хорошо удались в Phantom Blood; для Джонатана Дио был врагом, Цеппели — наставником, а Спидвагон — союзником. И для этого был введён персонаж по имени Цезарь Цеппели, который является потомком Антонио Цеппели из первой части. Араки признался, что ему особенно нравилось работать над визуальным стилем Цезаря и совмещать акварельные цвета голубого, розового и белого при создании его костюма. Араки задумывал связать способность использовать силу хамона с родословными Джозефа и Цезаря. Мангака сразу задумывал смерть персонажа в середине истории повествования. Хамон Цезаря имеет форму мыльных пузырей. Со слов Араки, пузыри символизируют мимолётность и предрекают судьбу персонажа и то бремя, которому ему предстоит нести. Также на судьбу Цезаря указывала его характерная поза, напоминающая распятие.
Создание Лизы Лизы исходило из идеи Араки во время работы над Phantom Blood: «А как будет выглядеть женщина, владеющая силой хамон, и какова будет её роль в сюжете?». Мангака заметил, что более традиционный образ старика просто подходил хуже для роли наставника Джозефа, а образ молодой женщины придавал сюжету динамичность. Араки создавал Лизу Лизу по образу своей бывшей старшей подруги, которая помогала учить материалы младшей школы маленькому Араки. Мангака описал её как добрую, невероятно умную, но упрямую женщину и порой с садистскими наклонностями. Такими же качествами автор наделил и Лизу. Мангака заметил, что в 1980-е годы в манге было неприемлемо изображать сильных женщин, когда в японском обществе образ женщины ассоциировался с нежностью и смирением. Этому образу вполне соответствует Эрина Пендлетон из первой части. Этот факт заставлял нервничать мангаку при работе над «женщиной-наставником». В конце концов, автор заметил, что было здорово бросать вызов ожиданиям представителей Weekly Shonen Jump, показывая женщину-наставника главного героя, помогающую стать ему сильнее. Также со слов автора, в бою, где решающим элементом выступает сверхъестественная сила, физические данные не так важны, а значит, в бою могут принимать участие противники с совершенно разными физическими характеристиками, женщина может компенсировать свою физическую слабость более мощной энергетической силой.
Работая над главными злодеями — «людьми-из-колонны», Араки вдохновлялся римскими скульптурами, сфинксом и японскими статуями нио. Каменные формы злодеев напоминают скульптуры из храмов, или капищах, и они наделены мифической аурой. Работая над главными злодеями, Араки хотел изобразить, как они далеко превзошли злодея из первой части Дио Брандо. «Если надевший каменную маску становится вампиром и превосходит человечество, то нужно придумать что-то, что превосходит вампиров, совершенных божеств». По этой причине же «люди-из колонны» наделены странной физической красотой, словно они божественные фигуры в телесной форме. Мангака хотел передать чувство, что победить подобных врагов было бы невозможно. Одновременно Араки хотел соединить мифические элементы и научную теорию, предполагая, что «люди-из-колонны» являются воплощением биологической эволюции, которая далеко превзошла людей. Мангака не задумывал идею возвращения их лидера Карса, заметив, что он «обречён скитаться вечно в тёмном космосе, что является идеальным наказанием для высшего существа». Карс не сможет вернуться на Землю, если Араки не задумает создать сюжет, где люди способны путешествовать в космосе. В таком случае новая сюжетная часть с персонажем будет для него окончательно заключительной.

### Выпуск
Первый том манги был выпущен в 1987 году. Всего манга собрана в 7 танкобонов, которые выпускались с 1988 по 1989 год. В 2012 году первые главы манги были выпущены в цветном и цифровом виде для чтения на смартфонах и планшетах.
Сама манга вместе с Phantom Blood была переиздана и выпускалась с 1 декабря 2013 года по 4 января 2014 года в виде томов в твёрдых обложках. Изображения для обложек рисовал Хирохико Араки в соответствии со своим новым художественным стилем. Новые издания манги также были лицензированы компанией Viz Media для выпуска на территории США.
| Название                           | Название         | Том | Дата выхода                               |
| Английское                         | Японское         | Том | Дата выхода                               |
| ---------------------------------- | ---------------- | --- | ----------------------------------------- |
| JoJo vs. The Ultimate Life-Form    | JoJo vs.究極生物 | 6   | 7 октября 1988 г. ISBN 978-4-08-851062-0  |
| The Red Stone of Asia              | エイジャの赤石   | 7   | 6 декабря 1988 г. ISBN 978-4-08-851063-7  |
| The Final Trial                    | 最終試練!        | 8   | 10 февраля 1989 г. ISBN 978-4-08-851064-4 |
| Rushing Towards the Cliff of Death | 死の崖へつっ走れ | 9   | 10 апреля 1989 г. ISBN 978-4-08-851065-1  |
| The Crimson Bubble                 | 鮮赤のシャポン   | 10  | 9 июня 1989 г. ISBN 978-4-08-851066-8     |
| The Warrior Returning to the Wind  | 風にかえる戦士   | 11  | 10 августа 1989 г. ISBN 978-4-08-851067-5 |
| Birth of the Ultimate Being        | 超生物の誕生!    | 12  | 9 октября 1989 г. ISBN 978-4-08-851068-2  |

## Аниме-сериал
По мотивам манги был выпущен аниме-сериал, который начал транслироваться по телеканалу Tokyo Metropolitan Television с 5 октября 2012 года. Последняя серия вышла 6 апреля 2013 года. Само аниме охватывает сюжет Phantom Blood и Battle Tendency, второй части манги посвящено 17 последних серий.  Изначально студия планировала создать 24 серии, однако этого оказалось недостаточно, чтобы вместить сюжет второй части манги Battle Tendency, поэтому были добавлены ещё 2 серии. Так как во второй части манги значительную роль играют немецкие нацисты, аниме-адаптация подверглась значительной цензуре: были убраны нацистские символики, фразы и сокращены диалоги. Нацистские приветствия скрывались затемнением на экране.
Открывающаяся тема ко второй части первого сезона, экранизации манги Battle Tendency — BLOODY STREAM была выпущена 30 января, текст написан Саори Содамой, а музыка создана Тосиюки Омори. За первую неделю после выпуска было продано более 21.000 копий сингла, что подняло его на 4 место в еженедельных топ-чартах по версии Oricon., а также на 7 место в списке хит-парад синглов Японии по версии Billboard.
Закрывающая тема является известным синглом Roundabout 1971 года выпуска.
29 марта 2013 года лейблом Warner Bros был выпущен альбом Battle Tendency [Musik] (яп. ジョジョの奇妙な冒険), включающий в себя саундтреки из второй части первого сезона аниме-сериала. Альбом был выпущен вместе с Blu-Ray-изданием аниме-сериала и включает в себя 22 саундтрека. Второй альбом под названием Battle Tendency (Leicht Verwendbar) (яп. ジョジョの奇妙な冒険) был выпущен 26 апреля 2013 года вместе с ограниченным четвёртым изданием Blu-Ray-диска с аниме-сериалом и включает в себя 26 саундтреков.. Автором саундтреков является Таку Ивасаки, которые использовались в аниме-экранизации второй части манги Battle Tendency.

## Восприятие

### Критика
По мнению критиков, вторая часть Battle Tendency имеет более сложный и удачный сюжет, чем Phantom Blood, а новый персонаж Джозеф Джостар не является воплощением идеального человека, как Джонатан; он раскрывает разные стороны своей личности, и поэтому получился более интересным и сильным персонажем, нежели Джонатан. Журналист сайта Anime Planet замечает, что если в первой части главными действующими лицами являются, безусловно, добрый Джонатан и злодей Дио, то сюжет второй части представляет героя-жулика, готового даже сотрудничать с нацистами для достижения своей цели, но в то же время не лишённого благородства, а также таинственных злодеев, каждый из которых имеет свою мораль. Благодаря этому исход битвы становится более непредсказуемым и захватывающим. Сюжет получился динамичным, напоминающим фильмы об Индиане Джонсе. С одной стороны Battle Tendency можно признать добротным боевиком, важной опорой для остальных частей манги JoJo. Вторая часть Battle Tendency признаётся критиками уже более интересной и динамичной, встающей на один уровень с остальными боевыми сёнэн-мангами. Тем не менее она признана одной из слабейший арок серии JoJo. Критик сайта ootb-media, наоборот, назвал Battle Tendency одной из самых ярких и удачных частей франшизы JoJo: особенно впечатляюще выглядят позы, которые принимают персонажи.
Представитель сайта Nihonreview назвал аниме экранизацию классическим сэйнэном в современной интерпретации и похвалил сериал за чёткое следование сюжету манги, насыщенный цвет картинки и звуковые эффекты. В то же время он отметил и относительное слабое качество графики. По версии американского журнала Otaku USA, аниме-сериал стал одним из лучших аниме 2012 года, в то же время была отмечена малобюджетная графика, из-за чего визуальный стиль персонажей порой может выглядеть смешным. Другой представитель сайта kotaku отметил, что аниме-сериал стремится во всех своих аспектах приблизиться к манге-оригиналу, начиная с сюжета и заканчивая действиями и прорисовкой персонажей. С другой стороны, это очень портит сериал, так как сюжет изобилует комментариями, которые исходят от рассказчика или персонажей-наблюдателей, особенно во время сражений; он также получился очень сжатым и коротким с точки зрения аниме. Среди достоинств критик отметил, что сериал насыщен необычными и яркими цветами, а сцены сражений практически всегда происходят ночью или в тёмном помещении. Сюжетная часть Battle Tendency, по мнению критика, получилась в общем более удачной, чем Phantom Blood. Сюжет становится более сложным и увлекательным, новая концепция вампиров — более интересной, но и главное — это привлекательный герой, отличающийся остроумием и хитростью. Необычная особенность сюжета заключается в том, что по мере его развития немецкие нацисты становятся новыми союзниками главных героев, и это вполне оправданно, чтобы остановить древнее зло вампиров-ацтеков. С другой стороны, новые злодеи не дотягивают до такого пафоса, как у Дио Брандо.

### Awaken, My Masters
В Интернете широкой популярностью пользуется интернет-мем — Awaken, My Masters (рус. Пробудитесь, мои хозяева). Его основой стала сцена из 64 главы манги (1988 год), где показано пробуждение «людей-из-колонн», главных злодеев части Battle Tendency. Персонажи, обладающие крайне мускулистыми телами, принимают «вызывающие», эротические позы. Данный факт подрывает серьёзность атмосферы появления врагов. Мем появился ещё в 2008 году, но был известен в узком кругу фанатов манги. После экранизации манги в 2013 году популярность мема возросла во много раз, а выпущенные ремиксы в 2014 году на Youtube набрали миллионные просмотры. Музыка «Awaken» (Таку Ивасаки), сопровождающая сцену аниме-экранизации, также стала частью мема.